# Passage de la Folie-Régnault
Passage de la Folie-Régnault är en gata i Quartier de la Roquette i Paris 11:e arrondissement. Passage de la Folie-Régnault, som börjar vid Rue de la Folie-Régnault 62 och slutar vid Boulevard de Ménilmontant 43, har fått sitt namn efter den närbelägna Rue de la Folie-Régnault. 

## Omgivningar
- Notre-Dame-du-Perpétuel-Secours
- Père-Lachaise
- Boulevard de Ménilmontant
- Square de la Roquette
- Square Marcel-Rajman
- Terre d'Écologie Populaire

## Kommunikationer
- Tunnelbana – linje  och  – Père Lachaise
- Tunnelbana – linje  och  – Philippe Auguste
- Busslinjerna 61, 69 och 71

### Webbkällor
- ”Passage de la Folie-Régnault”. Mairie de Paris. http://www.v2asp.paris.fr/commun/v2asp/v2/nomenclature_voies/Voieactu/3717.nom.htm. Läst 24 juli 2020.
- ”Rue de la Folie-Régnault (11ème arrondissement)”. Les rues de Paris. http://www.parisrues.com/rues11/paris-11-passage-de-la-folie-regnault.html. Läst 24 juli 2020.